# Volume morto
Volume morto, também chamado de reserva técnica de água, é o nome que se dá à reserva de água mais profunda das represas, que fica abaixo dos canos de captação que normalmente são usados para retirar água da barragem para seu uso. Ou seja, é o que fica abaixo da captação por gravidade (sem o uso de bombas).
Essa chamada "reserva técnica" recebeu esse nome porque, teoricamente, não deveria ser usada. Especialistas, inclusive, afirmam que essa água é de má qualidade porque acumula sujeira e substâncias tóxicas. A explicação para isso é que, por se tratar de uma área mais funda, abaixo do nível de captação, o volume morto serve de zona de sedimentação dos micropoluentes no ambiente aquático e, também, de alguns metais pesados, já que o escoamento da água dentro do reservatório de uma barragem tem velocidades muito mais baixas do que o escoamento em um trecho de rio. Com velocidades baixas, a maioria das partículas dissolvidas na água vão ter tempo de afundar e acumular no fundo. Como o volume morto é criado para não ser usado, acaba que nele se acumulam anos de sedimentos que deterioram a qualidade da água nessa faixa do reservatório. Por isso, quando a água contida no volume morto é remexida, pode impactar não só a qualidade da água, mas a vida dos seres daquele ecossistema. Desta forma, quando usada, a água do volume morto deve ser tratada antes de chegar às torneiras. Apesar disso, o volume morto é mantido por uma série de razões técnicas, que passam pela manutenção da vida aquática até garantir um volume mínimo para que possa ser bombeado.
O volume morto é uma reserva técnica e não deveria ser explorado. Ele é uma margem de segurança para deixar o reservatório equilibrado, sob o ponto de vista da diluição de poluentes e da recomposição do ecossistema." Volume morto é prefácio de clima cada vez mais extremo, diz ambientalista. Carlos Bocuhy, presidente do Instituto Brasileiro de Proteção Ambiental, em entrevista à Folha de S.Paulo
Em 2015, essa palavra acabou entrando em voga, uma vez que o Sistema Cantareira (que abastece a Grande São Paulo) passou 535 dias utilizando águas do volume morto. Por isso, volume morto acabou virando uma expressão popular, como quando o ex-presidente Lula criticou o governo Dilma Rousseff, dizendo "Dilma está no volume morto, o PT está abaixo do volume morto, e eu estou no volume morto."